# Rütenbrock
Rütenbrock is een dorp in de Duitse gemeente Haren in het Landkreis Emsland. Het dorp ligt direct aan de Nederlandse grens bij Ter Apel en pal naast de provinciegrens Groningen - Drenthe. Door de lagere prijzen van huizen in Duitsland, hebben talrijke Nederlanders zich in het dorp gevestigd.
Rütenbrock ontstond als veenkolonie in de achttiende eeuw. De ontwikkeling van het gebied werd mogelijk nadat in 1764 de Republiek en het Bisdom Münster de grens op de linker Eemsoever hadden afgebakend. De eerste bewoners die zich in het gebied vestigden waren boekweitboeren.
Het middelpunt van het dorp is de katholieke Sint-Maximiliankerk uit 1870.